# کومبا
کومبا (انگلیسی: Khumba) یک انیمیشن کمدی، محصول سال ۲۰۱۳ آفریقای جنوبی است که ستارگانی چون لیام نیسون، لارنس فیشبرن و آناسوفیا راب در آن به صداپیشگی پرداختند.

## داستان
داستان انیمیشن در مورد گورخریست که به شکل نصفه، راه راه است. قبیله او کم‌بود بارش باران را به گردن او انداخته و او هم برای اینکه بقیه راه‌راه‌های خود را بیابد عازم راهی می‌شود...

## بازیگران
- آناسوفیا راب
- جیک تی. آستین
- لیام نیسون
- بن ورن
- لارنس فیشبرن
- آنیکا رز
- جوئی ریچتر
- کاترین تات
- ریچارد گرانت
- دی بردلی بیکر
- گرگ الیس
- لورتا دوین
- جنیفر کودی
- استیو بوشمی
- اکساندر پولینسکی

## پیوند
- وب‌گاه رسمی
- خومبا در بانک اطلاعات اینترنتی فیلم‌ها